# Acerenthia
Acerenthia (più correttamente Akerentia o Acheronthia, chiamata ora Cerenzia vecchia; Acherenthia, Αχερενθία in greco antico) è un borgo abbandonato posto sul territorio di Cerenzia (KR). Il borgo venne abbandonato nel 1844 a causa delle difficili condizioni igieniche che il paese stava vivendo.

## Origini del nome
Il paese ha avuti vari nomi, in base alle varie influenze storiche del tempo, fra le quali il greco “Akerontia” (dal nome del fiume Akeronte / Acheronte, attuale Lese) e in età altomedioevale “Akerentia”, poi Acerentia, da cui deriva l'attuale Cerenzia.

## Storia

### Dalle origini all'abbandono
Di origini antichissime - fondata da Filottete secondo Strabone, dagli Enotri secondo Stefano di Bisanzio - il paese, identificato anche con il toponimo di Pumentum, si sviluppò su due colli situati nell'odierna contrada Scozia di Cerenzia, dove Acerenthia prosperò per molti secoli.
Dal 1080 al 1818 la città fu sede vescovile, con la chiesa di San Teodoro di Amasea (in precedenza dedicata a San Leone) a fungere da cattedrale. La chiesa si trovava in posizione dominante, in cima ad uno dei due colli. Sull'altro si trovava invece un castello.
Raggiunse la popolazione di 7.000 abitanti ed arrivò ad avere nove chiese, ma, a seguito di alcune epidemie e di eventi calamitosi, cominciò a subire forti emigrazioni da parte della stessa popolazione. La peste del 1528 arrivò a dimezzarne la popolazione poiché alle numerose vittime si sommò una forte emigrazione verso i vicini paesi di Caccuri e Casino, e nella Sila a San Giovanni in Fiore. La popolazione scese drasticamente fino a raggiungere poche centinaia di abitanti.
Nei secoli successivi, due terremoti ne decretarono la fine. Il primo nel 1638, che portò ad un'altra consistente emigrazione dopo che il paese era ritornato a ripopolarsi. Il secondo nel 1783, uno dei peggiori terremoti che la Calabria ha subìto nel corso dei secoli, che fu talmente catastrofico per quanto riguarda la distruzione urbana della cittadina di Acerenthia, da far decidere a molti abitanti di edificare un nuovo paese sul colle che si stagliava sopra il vecchio abitato, anziché provvedere a ripristinare e restaurare le vecchie case del borgo.
Nel 1844 l'antico borgo venne definitivamente abbandonato e gli abitanti rimasti si trasferirono nel nuovo centro urbano che prese il nome di Cerenzia.

### Il paese fantasma
Dopo l'abbandono, l'antico paese subì un veloce e progressivo degrado sicuramente accelerato dalle condizioni climatiche. Le abitazioni e tutti gli edifici, oggi, dopo solo un secolo e mezzo di abbandono, si presentano come antichi ruderi, questo anche perché fu utilizzato come materiale per le costruzioni, roccia a base gessosa di origine locale, ma di natura molto solubile e nel tempo rivelatasi poco durevole.
Sede di un interessante Parco Archeologico, in corso di realizzazione a cura dell'Amministrazione Comunale, è oggetto, da diversi anni, di campagne di scavo e ricerca condotte dalla Soprintendenza per i Beni Archeologici della Calabria. Nel 2007 è stato eseguito lo scavo del cosiddetto Palazzo del Principe.